# Arnkell Goði
Arnkell goði Þórólfsson o simplemente Arnkell Goði (n. 939), fue un prominente caudillo vikingo, Goði de Hvammr, Snæfellsnes, Islandia en el siglo X. Hijo de Þórólfur Björnsson. La fuente primaria sobre su vida se encuentra en la  saga Eyrbyggja, donde aparece como rival de Snorri Goði, personaje principal de la saga. Arnkell tuvo una disputa territorial contra la familia de Þorleif Þorbrandsson, que era hermanastro de Snorri, un litigio que acabó en tragedia con la muerte del mismo Arnkell. En este asunto tuvo mucho que ver la falta de un heredero varón y se convirtió en un precedente legal para que el Althing decretase que las mujeres y varones menores de dieciséis años no podían asumir ni protagonizar una venganza por la muerte de un familiar.
La saga menciona que su muerte fue muy lamentada, sobre todo porque había demostrado ser un hombre muy autosuficiente y ejemplo de otros desde hacía mucho tiempo, el hombre más sabio entre muchos, ecuánime, valiente y con mucho más coraje que nadie, decidido y muy moderado. Siempre demostró encontrar las más justas compensaciones en las demandas judiciales, sin importar quien era su adversario. Fue un hombre envidiado y «los acontecimientos que desembocaron en su muerte, así lo demuestra». El conflicto entre Arnkell y Snorri es un claro ejemplo del poder de un goði sobre su goðord y como los bóndi bajo su autoridad podían posicionarse en uno u otro bando dependiendo del grado de satisfacción o circunstancias.